# Steve Williams (giocatore di football americano)
Steve Williams (Dallas, 7 maggio 1991) è un ex giocatore di football americano statunitense che ha giocato nel ruolo di cornerback. Fu scelto nel corso del quinto giro (145º assoluto) del Draft NFL 2013 dai San Diego Chargers. Al college ha giocato a football all’Università della California.

## Carriera professionistica

### San Diego Chargers
Williams fu scelto nel corso del quinto giro del Draft 2013 dai San Diego Chargers. Il 26 luglio 2013 fu inserito in lista infortunati per un infortunio a un muscolo pettorale. Debuttò come professionista subentrando nel primo turno della stagione 2014 contro gli Arizona Cardinals e chiudendo l'annata con 10 tackle in 13 presenze.

## Statistiche
| Partite totali      | 13 |
| Partite da titolare | 0  |
| Tackle              | 10 |
| Sack                | 0  |
| Intercetti          | 0  |

Statistiche aggiornate alla stagione 2014